# Ctenoplusia tarassotana
Ctenoplusia tarassotana là một loài bướm đêm trong họ Noctuidae.